# Hossein Dehghan
Hossein Dehghan (en persan : حسین دهقانی پوده), né le 2 mars 1957, est un ancien officier de la force aérospatiale du Corps des Gardiens de la révolution, avec le grade de général de brigade et l'ancien ministre de la défense de l'Iran entre 2013 et 2017,. Il est actuellement conseiller auprès du guide suprême Ayatollah Ali Khamenei.

## Biographie

### Enfance et formation initiale
Hossein Dehghan est né en 1957dans un village appelé Pudeh près de Chahreza, dans la province d'Ispahan,. Il reçoit un doctorat en gestion de l'Université de Téhéran.

### Carrière
Dehghan a servi comme commandant dans le Corps des gardiens de la révolution (CGRI), dans la branche aérospatiale,.
Il quitte sa ville natale pour Téhéran et a rejoint les gardiens de la révolution peu de temps après la révolution iranienne en 1979. Il est successivement commandant des CGRI de Téhéran (1980-1982), à Ispahan, et en Syrie et au Liban (1982-1983), puis directeur général de la Fondation des coopératives du CGRI (1996).
Pendant la guerre Iran-Irak, il fait partie des commandants dirigeants et décisionnaires des Gardiens de la Révolution avec Mohsen Rezaï, Rahim Safavi (en) et Ali Shamkhani. En Syrie et au Liban, il est le commandant du corps d'entraînement des Pasdaran. [5] Il est nommé commandant adjoint de l'armée de l'air du CGRI en 1986 et en devient le commandant en avril 1990. Son mandat dure jusqu'en 1992 et il a été remplacé par Mohammed Hossein Jalali dans le poste. Dehghan a été nommé chef adjoint de l'état-major interarmées du CGRI en 1992, puis promu au grade de général de brigade.
De 1997 à 2003, il est adjoint au ministre de la Défense Ali Shamkhani pendant la présidence de Mohammad Khatami. En 2003, il est ministre de la Défense par intérim. Il est chef de la fondation des martyrs, "Bonyad Shahid", en 2005 et en a été le président jusqu'en juillet 2009.  De plus, il est conseiller de l'ancien président Mahmoud Ahmedinejad.  De 2009 à 2010, est adjoint d'Ali Shamkhani au Centre d'études stratégiques des forces armées. Puis il est nommé secrétaire du comité politique, défense et sécurité du Conseil de l'opportunité en 2010. Il est également été conseiller du président du Parlement Ali Larijani et du maire de Téhéran, Mohammad Bagher Qalibaf. Cependant, Dehghan s'est éloigné d'Ahmedinejad en 2012 et a rejoint le Parti de la modération et du développement dirigé par Hassan Rohani.
Il est ministre de la Défense le 4 août 2013. Il a été approuvé par le Majles et a remplacé Ahmad Vahidi. Le 1er août 2017, Dehghan annoncé qu'il quittera le ministère de la Défense après la fin du premier gouvernement Rohani. 
Il est ensuite conseiller auprès du guide suprême Ayatollah Ali Khamenei.